# Liga Europeia de Voleibol Feminino de 2016
A Liga Europeia de Voleibol Feminino de 2016 foi a oitava edição do torneio, que é disputado anualmente desde 2009. A final foi disputada entre Azerbaijão  e Eslováquia, acabando com vitória da seleção azeri conquistando assim seu primeiro título na competição. Polina Rahimova foi eleita a MVP do campeonato.

## Grupos
| Grupo A      | Grupo B    | Grupo C   |
| ------------ | ---------- | --------- |
| Albânia      | Azerbaijão | Grécia    |
| Bielorrússia | França     | Hungria   |
| Polônia      | Montenegro | Romênia   |
| Eslováquia   | Espanha    | Eslovênia |

## Fase de Grupos
|  | Qualificado para o Final Four |

### Pool A
|     |              |     | Jogos | Jogos | Jogos | Sets | Sets | Sets  | Pontos | Pontos | Pontos |
| Pos | Equipe       | Pts | T     | V     | D     | V    | P    | R     | V      | P      | R      |
| --- | ------------ | --- | ----- | ----- | ----- | ---- | ---- | ----- | ------ | ------ | ------ |
| 1   | Eslováquia   | 13  | 6     | 5     | 1     | 13   | 5    | 2.600 | 590    | 552    | 1.069  |
| 2   | Polônia      | 10  | 6     | 3     | 3     | 14   | 13   | 1.077 | 599    | 614    | 0.976  |
| 3   | Bielorrússia | 8   | 6     | 2     | 4     | 13   | 15   | 0.867 | 614    | 597    | 1.028  |
| 4   | Albânia      | 5   | 6     | 2     | 4     | 11   | 20   | 0.550 | 574    | 614    | 0.935  |

#### 1ª Semana
Sede:  Hala Sportowo - Widowiskowa, Twardogóra
| Data  | Hora  |              | Placar |              | Set 1 | Set 2 | Set 3 | Set 4 | Set 5 | Total   | Relatório |
| ----- | ----- | ------------ | ------ | ------------ | ----- | ----- | ----- | ----- | ----- | ------- | --------- |
| 3 Jun | 17:00 | Polônia      | 3–1    | Albânia      | 21–25 | 25–16 | 27–25 | 27–25 |       | 100–91  |           |
| 3 Jun | 20:00 | Bielorrússia | 1–3    | Eslováquia   | 19–25 | 26–24 | 22–25 | 24–26 |       | 91–100  |           |
| 4 Jun | 15:30 | Albânia      | 1–3    | Eslováquia   | 22–25 | 25–19 | 17–25 | 19–25 |       | 83–94   |           |
| 4 Jun | 18:30 | Polônia      | 3–2    | Bielorrússia | 22–25 | 18–25 | 27–25 | 26–24 | 17–15 | 110–114 |           |
| 5 Jun | 15:30 | Albânia      | 2–3    | Bielorrússia | 25–17 | 25–22 | 11–25 | 23–25 | 10–15 | 94–104  |           |
| 5 Jun | 18:30 | Eslováquia   | 3–2    | Polônia      | 25–22 | 25–18 | 24–26 | 19–25 | 15–8  | 108–99  |           |

#### 2ª semana
Sede:  Pallati Sportit Ramazan Njala, Durrës
| Data   | Hora  |              | Placar |              | Set 1 | Set 2 | Set 3 | Set 4 | Set 5 | Total   | Relatório |
| ------ | ----- | ------------ | ------ | ------------ | ----- | ----- | ----- | ----- | ----- | ------- | --------- |
| 17 Jun | 15:00 | Eslováquia   | 3–2    | Bielorrússia | 25–23 | 25–21 | 19–25 | 15–25 | 15–8  | 99–102  | 99-102    |
| 17 Jun | 18:00 | Albânia      | 3–2    | Polônia      | 23–25 | 25–21 | 31–29 | 18–25 | 15–13 | 112–113 | 112-113   |
| 18 Jun | 15:00 | Bielorrússia | 3–1    | Polônia      | 25–23 | 25–22 | 22–25 | 25–18 |       | 97–88   | 97-88     |
| 18 Jun | 18:00 | Eslováquia   | 3–1    | Albânia      | 22–25 | 25–23 | 25–18 | 25–22 |       | 97–88   | 97-88     |
| 19 Jun | 15:00 | Polônia      | 3–1    | Eslováquia   | 25–21 | 26–24 | 13–25 | 25–22 |       | 89–92   | 89-92     |
| 19 Jun | 18:00 | Bielorrússia | 2–3    | Albânia      | 25–22 | 22–25 | 25–17 | 25–27 | 9–15  | 106–106 | 106-106   |

### Pool B
|     |            |     | Jogos | Jogos | Jogos | Sets | Sets | Sets   | Pontos | Pontos | Pontos |
| Pos | Equipe     | Pts | T     | V     | D     | V    | P    | R      | V      | P      | R      |
| --- | ---------- | --- | ----- | ----- | ----- | ---- | ---- | ------ | ------ | ------ | ------ |
| 1   | Azerbaijão | 18  | 6     | 6     | 0     | 18   | 1    | 18,000 | 488    | 374    | 1.305  |
| 2   | Espanha    | 6   | 6     | 2     | 4     | 10   | 14   | 0.714  | 477    | 540    | 0.883  |
| 3   | França     | 6   | 6     | 2     | 4     | 10   | 16   | 0.625  | 526    | 547    | 0.962  |
| 4   | Montenegro | 6   | 6     | 2     | 4     | 8    | 14   | 0.571  | 457    | 487    | 0.938  |

#### 1ª Semana
Sede:  Topolica Sport Hall, Bar
| Data  | Hora  |            | Placar |            | Set 1 | Set 2 | Set 3 | Set 4 | Set 5 | Total  | Relatório |
| ----- | ----- | ---------- | ------ | ---------- | ----- | ----- | ----- | ----- | ----- | ------ | --------- |
| 3 Jun | 17:00 | Azerbaijão | 3–0    | França     | 25–9  | 25–23 | 26–24 |       |       | 76–56  |           |
| 3 Jun | 20:00 | Montenegro | 3–0    | Espanha    | 25–21 | 25–20 | 25–13 |       |       | 75–54  |           |
| 4 Jun | 17:00 | França     | 2–3    | Espanha    | 24–26 | 22–25 | 25–14 | 25–16 | 12–15 | 108–96 |           |
| 4 Jun | 20:00 | Azerbaijão | 3–0    | Montenegro | 25–21 | 25–23 | 25–22 |       |       | 75–66  |           |
| 5 Jun | 17:00 | Espanha    | 1–3    | Azerbaijão | 16–25 | 25–23 | 17–25 | 16–25 |       | 74–98  |           |
| 5 Jun | 20:00 | França     | 2–3    | Montenegro | 19–25 | 25–20 | 25–21 | 17–25 | 9–15  | 95–106 |           |

#### 2ª Semana
Sede:  Salle Colette-Besson, Rennes
| Data   | Hora  |            | Placar |            | Set 1 | Set 2 | Set 3 | Set 4 | Set 5 | Total   | Relatório |
| ------ | ----- | ---------- | ------ | ---------- | ----- | ----- | ----- | ----- | ----- | ------- | --------- |
| 10 Jun | 15:00 | Montenegro | 0–3    | Azerbaijão | 12–25 | 21–25 | 19–25 |       |       | 52–75   |           |
| 10 Jun | 18:00 | França     | 3–2    | Espanha    | 25–23 | 18–25 | 22–25 | 25–17 | 15–11 | 105–101 |           |
| 11 Jun | 16:00 | Azerbaijão | 3–1    | Espanha    | 25–14 | 25–19 | 14–25 | 25–17 |       | 89–75   |           |
| 11 Jun | 19:00 | Montenegro | 2–3    | França     | 25–20 | 13–25 | 28–26 | 21–25 | 6–15  | 93–111  |           |
| 12 Jun | 16:00 | Espanha    | 3–0    | Montenegro | 25–19 | 25–21 | 27–25 |       |       | 77–65   |           |
| 12 Jun | 19:00 | Azerbaijão | 3–0    | França     | 25–13 | 25–23 | 25–15 |       |       | 75–51   |           |

### Pool C
|     |           |     | Jogos | Jogos | Jogos | Sets | Sets | Sets   | Pontos | Pontos | Pontos |
| Pos | Equipe    | Pts | T     | V     | D     | V    | P    | R      | V      | P      | R      |
| --- | --------- | --- | ----- | ----- | ----- | ---- | ---- | ------ | ------ | ------ | ------ |
| 1   | Eslovênia | 18  | 6     | 6     | 0     | 18   | 1    | 18,000 | 474    | 365    | 1.299  |
| 2   | Grécia    | 12  | 6     | 4     | 2     | 12   | 7    | 1.714  | 428    | 394    | 1.086  |
| 3   | Romênia   | 6   | 6     | 2     | 4     | 6    | 12   | 0.500  | 368    | 411    | 0.895  |
| 4   | Hungria   | 6   | 6     | 0     | 6     | 2    | 18   | 0.111  | 390    | 490    | 0.796  |

#### 1ª Semana
Sede:  Bujtosi Szabadidő Csarnok, Nyíregyháza
| Data  | Hora  |           | Placar |           | Set 1 | Set 2 | Set 3 | Set 4 | Set 5 | Total | Relatório |
| ----- | ----- | --------- | ------ | --------- | ----- | ----- | ----- | ----- | ----- | ----- | --------- |
| 3 Jun | 16:00 | Grécia    | 3–0    | Romênia   | 25–21 | 25–15 | 25–19 |       |       | 75–55 |           |
| 3 Jun | 18:30 | Hungria   | 0–3    | Eslovênia | 21–25 | 17–25 | 24–26 |       |       | 62–76 |           |
| 4 Jun | 16:00 | Romênia   | 0–3    | Eslovênia | 21–25 | 14–25 | 21–25 |       |       | 56–75 |           |
| 4 Jun | 18:30 | Grécia    | 3–1    | Hungria   | 27–25 | 25–15 | 12–25 | 25–15 |       | 89–80 |           |
| 5 Jun | 17:30 | Eslovênia | 3–0    | Grécia    | 25–21 | 25–18 | 25–18 |       |       | 75–57 |           |
| 5 Jun | 20:00 | Romênia   | 3–0    | Hungria   | 27–25 | 25–22 | 25–16 |       |       | 77–63 |           |

#### 2ª Semana
Sede:  Indoor Sports Hall, Megalopolis
| Data   | Hora  |           | Placar |           | Set 1 | Set 2 | Set 3 | Set 4 | Set 5 | Total | Relatório |
| ------ | ----- | --------- | ------ | --------- | ----- | ----- | ----- | ----- | ----- | ----- | --------- |
| 9 Jun  | 17:30 | Eslovênia | 3–1    | Hungria   | 25–18 | 25–19 | 23–25 | 25–23 |       | 98–85 |           |
| 9 Jun  | 20:30 | Grécia    | 3–0    | Romênia   | 25–17 | 25–20 | 25–20 |       |       | 75–57 |           |
| 10 Jun | 17:30 | Hungria   | 0–3    | Romênia   | 17–25 | 16–25 | 15–25 |       |       | 48–75 |           |
| 10 Jun | 20:30 | Eslovênia | 3–0    | Grécia    | 25–21 | 25–13 | 25–23 |       |       | 75–57 |           |
| 11 Jun | 18:00 | Romênia   | 0–3    | Eslovênia | 17–25 | 18–25 | 13–25 |       |       | 48–75 |           |
| 11 Jun | 21:00 | Hungria   | 0–3    | Grécia    | 14–25 | 17–25 | 21–25 |       |       | 52–75 |           |

## Final Four
Os primeiros colocados de cada grupo se classificaram para a fase final. Uma seleção já qualificado por ser uma das sedes irá completar o grupo dos semifinalistas.

### Cruzamentos
|  | Semi finais | Semi finais | Semi finais | Semi finais | Semi finais |   |    | Final      | Final | Final | Final | Final |
|  |             |             |             |             |             |   |    |            |       |       |       |       |
|  | A1          | Eslováquia  | 3           | 3           | 5           |   |    |            |       |       |       |       |
|  | C1          | Eslovênia   | 2           | 1           | 1           |   |    |            |       |       |       |       |
|  |             |             |             |             |             |   | A1 | Eslováquia | 1     | 0     | 0     |       |
|  |             | B1          | Azerbaijão  | 3           | 3           | 6 |    |            |       |       |       |       |
|  | B1          | Azerbaijão  | 3           | 3           | 6           |   |    |            |       |       |       |       |
|  | C2          | Grécia      | 1           | 1           | 0           |   |    |            |       |       |       |       |

### Semi finais
Jogo 1
| Data   | Hora  |           | Placar |            | Set 1 | Set 2 | Set 3 | Set 4 | Set 5 | Total  | Relatório |
| ------ | ----- | --------- | ------ | ---------- | ----- | ----- | ----- | ----- | ----- | ------ | --------- |
| 22 Jun | 20:00 | Eslovênia | 2–3    | Eslováquia | 16–25 | 25–18 | 26–24 | 17–25 | 12–15 | 96–107 |           |
| 25 Jun | 18:00 | Grécia    | 1–3    | Azerbaijão | 23–25 | 21–25 | 25–23 | 19–25 |       | 88–98  |           |

Jogo 2
| Data   | Hora  |            | Placar |           | Set 1 | Set 2 | Set 3 | Set 4 | Set 5 | Total | Relatório |
| ------ | ----- | ---------- | ------ | --------- | ----- | ----- | ----- | ----- | ----- | ----- | --------- |
| 26 Jun | 15:00 | Eslováquia | 3–1    | Eslovênia | 25–18 | 22–25 | 25–13 | 25–15 |       | 97–71 |           |
| 26 Jun | 18:00 | Azerbaijão | 3–1    | Grécia    | 25–22 | 9–25  | 25–15 | 25–16 |       | 84–78 |           |

### Final
| Data   | Hora  |            | Placar |            | Set 1 | Set 2 | Set 3 | Set 4 | Set 5 | Total | Relatório |
| ------ | ----- | ---------- | ------ | ---------- | ----- | ----- | ----- | ----- | ----- | ----- | --------- |
| 30 Jun | 18:00 | Eslováquia | 1–3    | Azerbaijão | 19–25 | 25–18 | 22–25 | 20–25 |       | 86–93 |           |
| 3 Jul  | 18:00 | Azerbaijão | 3–0    | Eslováquia | 25–15 | 25–22 | 25–20 |       |       | 75–57 |           |

## Classificação Final
| \| Posição \| Time \| \| ------- \| ------------ \| \| 1 \| Azerbaijão \| \| 2 \| Eslováquia \| \| 3 \| Eslovênia \| \| 3 \| Grécia \| \| 5 \| Polônia \| \| 6 \| Espanha \| \| 7 \| Bielorrússia \| \| 7 \| França \| \| 7 \| Romênia \| \| 10 \| Albânia \| \| 10 \| Montenegro \| \| 10 \| Hungria \| 1. 2. 3. |              |
| Posição | Time         |
| 1 | Azerbaijão   |
| 2 | Eslováquia   |
| 3 | Eslovênia    |
| 3 | Grécia       |
| 5 | Polônia      |
| 6 | Espanha      |
| 7 | Bielorrússia |
| 7 | França       |
| 7 | Romênia      |
| 10 | Albânia      |
| 10 | Montenegro   |
| 10 | Hungria      |